# Lutz Schülbe

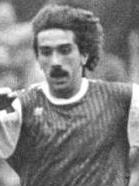
Lutz Schülbe (1990)

Lutz Schülbe (* 9. November 1961) ist ein ehemaliger deutscher Fußballspieler. Er wurde mit Dynamo Dresden zweimal DDR-Pokalsieger und spielte 16-mal für die DDR-Nachwuchs-Nationalmannschaft.

## Laufbahn im Fußballsport

### Dynamo Dresden
Schülbe spielte bis zum Sommer 1981 bei der Polizeisportgemeinschaft Dynamo Eisleben, zuletzt in der zweitklassigen DDR-Liga. Zur Saison 1981/82 holte ihn Oberligist Dynamo Dresden, zweite Kraft neben dem Berliner FC Dynamo in der DDR-Polizeisportvereinigung Dynamo, an die Elbe. Der 1,72 m große Schülbe, von Beruf Tischler, wurde bereits im ersten Punktspiel dieser Spielzeit eingesetzt: In der Begegnung Dynamo Dresden – Vorwärts Frankfurt (1:0) ersetzte er in der 75. Minute Mittelstürmer Torsten Gütschow. Mit ihm lieferte sich Schülbe im Saisonverlauf ein Duell um einen Stammplatz in der Mannschaft, bei dem sich Schülbe in der Saisonrückrunde als Rechtsaußenstürmer durchsetzen konnte. In seiner ersten Oberligaspielzeit kam er in den 26 Punktspielen auf 20 Einsätze und erzielte dabei vier Tore. Als Rechtsaußen stand Schülbe am 1. Mai 1982 auch im Endspiel um den DDR-Fußballpokal, bis er in der 75. Minute durch seinen Rivalen Gütschow abgelöst wurde. Dresden gewann nach Elfmeterschießen mit 5:4 über den BFC Dynamo. Bei zwei Kurzeinsätzen im UEFA-Pokal 1981/82 sammelte Schülbe erste internationale Erfahrung. Zu weiteren internationale Einsätzen kam er zwischen April 1982 und Februar 1984 auch in 16 Länderspielen mit der DDR-Nachwuchs-Nationalmannschaft, in denen er als Flügelstürmer eingesetzt wurde, aber nur ein Tor erzielte.
In den folgenden Oberligaspielzeiten verlor Schülbe seinen Stammplatz wieder und spielte nur noch bis zum Dezember 1984 für Dynamo in der Oberliga. Von den 65 Punktspielen zwischen Sommer 1982 und Herbst 1984 bestritt er lediglich 38. Im Pokalendspiel am 26. Mai 1984, das Dresden mit 2:1 erneut über den BFC gewann, stand er nur in den letzten 23 Minuten auf dem Platz. Ein Jahr später war er beim Pokalfinale (Dynamo Dresden – BFC Dynamo 3:2) schon nicht mehr mit dabei. Im Sommer 1985 verließ Schülbe die SG Dynamo Dresden mit einer Bilanz von 58 Oberligaeinsätzen, in denen er elf Tore erzielt hatte. In den neun Europapokalspielen während seiner Dresdner Zeit kam Schülbe in sieben Begegnungen zum Einsatz.

### Hallescher FC
Zum 1. Juli 1985 schloss sich Schülbe dem Halleschen FC Chemie (HFC) an, der ein Jahr zuvor aus der Oberliga abgestiegen war. Er bestritt die ersten neun DDR-Liga-Spiele in Folge als rechter Stürmer, verletzte sich aber am 9. Spieltag und musste danach für den Rest der Saison aussetzen. Erst am 34. und letzten Spieltag konnte er als Einwechselspieler wieder mitwirken. In der folgenden Saison 1986/87 konnte er die Erwartungen der Saalestädter erfüllen, bestritt 30 der 34 Punktspiele in der DDR-Liga und wurde mit 18 Meisterschaftstreffern Torschützenkönig der Ligastaffel B. Damit war er auch einer der tragenden Kräfte beim Wiederaufstieg in die Oberliga. Auch in den folgenden vier Oberligaspielzeiten gehörte Schülbe zu den Stützen der Mannschaft. In den zwischen 1987 und 1991 ausgetragenen 104 Punktspielen fehlte er nur bei elf Begegnungen und war mit seinen 26 Toren treffsicherster Spieler der Hallenser. Mit seinen 13 Toren in der Saison 1990/91 trug er wesentlich dazu bei, dass der HFC die Qualifikation für die 2. Bundesliga und den UEFA-Pokal erreichte.

### 2. Bundesliga
Beim Start in den Profifußball der Saison 1991/92 war Schülbe bereits 29 Jahre alt. Er konnte zunächst noch gut in der 2. Bundesliga mithalten, bis zum Oktober 1991 bestritt er als Angreifer 13 der 15 Punktspiele und war auch in den beiden UEFA-Pokalspielen gegen Torpedo Moskau (2:1, 0:3) dabei. Im Hinspiel besorgte er das Tor zum 2:0-Zwischenstand. In der restlichen Saison kam Schülbe nur noch in sieben Punktspielen zum Einsatz, darunter fünfmal als Einwechsler. Allerdings gehörte er mit Wosz und Wüllbier zu dem Trio, das mit jeweils fünf Treffern die meisten Tore für den HFC erzielte. Der HFC überstand seinen Einstieg in den Profifußball nicht und musste nach nur einem Jahr in die Amateuroberliga absteigen. Wegen anhaltender Kniebeschwerden beendete Schülbe im Sommer 1992 seine Laufbahn als Fußballspieler.

## Sonstiges
Nach seiner Fußballspieler-Karriere wurde Schülbe Versicherungsmakler. Er ist aktueller Präsident des Sportvereins BSV Halle-Ammendorf.